# Xã Wasta, Quận Pennington, Nam Dakota
Xã Wasta (tiếng Anh: Wasta Township) là một xã thuộc quận Pennington, tiểu bang Nam Dakota, Hoa Kỳ. Năm 2010, dân số của xã này là 13 người.